# François Jakubowski

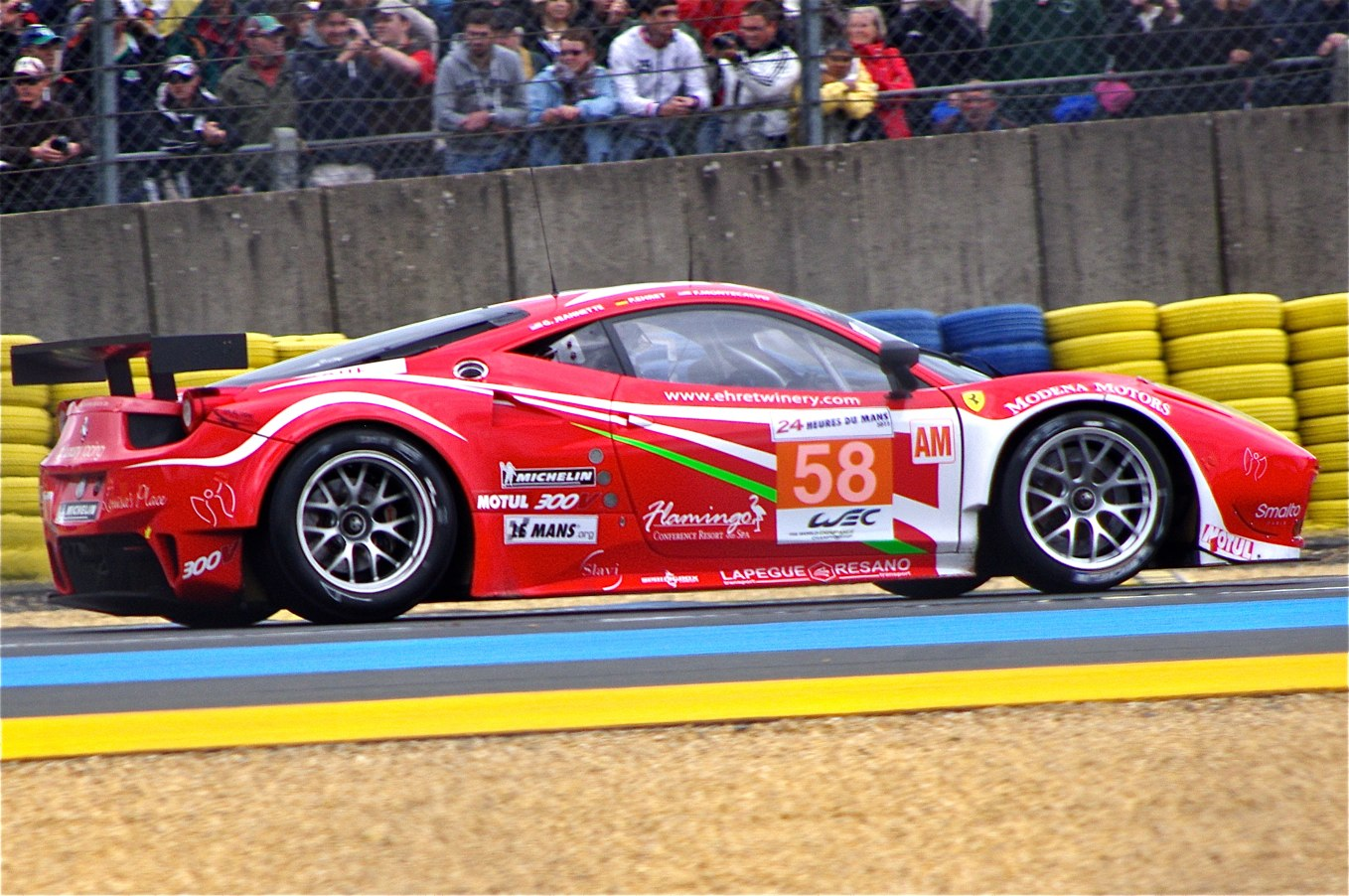
Luxury Racing Ferrari 458 Italia GTC (Fahrer Pierre Ehret, Gunnar Jeannette und Frankie Montecalvo) beim 24-Stunden-Rennen von Le Mans 2012

François Pascal Jakubowski (* 28. April 1958 in Straßburg) ist ein französischer Unternehmer und ehemaliger Autorennfahrer.

## Unternehmer
François Jakubowski ist Geschäftsführender Gesellschafter von Modena Motors, einem der größten Sportwagenhändler Frankreichs mit Standorten in Straßburg, Mülhausen und Cannes. Vertrieben und gewartet werden exklusive Sportwagen der Marken Ferrari und Maserati. Jakubowski war auch Miteigentümer von Luxury Racing, einem französischen Rennteam, das zwischen 2009 und 2012 im GT- und Sportwagensport vor allem Ferrari-GT-Rennwagen einsetzte.

## Karriere im Motorsport
Jakubowski war viele Jahre als Bergrennfahrer aktiv, als er Mitte der 1990er-Jahre auf die Rundstrecke wechselte. Erste Rennen bestritt er in der Global-GT-Serie und der französischen GT-Meisterschaft. 1997 versuchte er zum ersten Mal, die Qualifikation für das 24-Stunden-Rennen von Le Mans zu erreichen. Das Trio David Dussau, Edouard Sezionale und Jakubowski scheiterte aber auf einem Debora LMP297 bei der Vorqualifikation im Mai an der vorgegebenen Qualifikationszeit und wurde vom Automobile Club de l’Ouest für das Rennen nicht zugelassen.
In den folgenden Jahren ging er in der FIA-GT-Meisterschaft und der European Le Mans Series an den Start. Die meisten Einsätze hatte er jedoch in der französischen GT-Meisterschaft, wo er 2008 Gesamtsechster in der Endwertung der GT3-Klasse wurde.
Seinen einzigen Le-Mans-Start hatte er 2011. Nach einem Unfall musste er das Rennen vorzeitig aufgeben. Vor dem Ausfall war der Wagen, ein Ferrari 458 Italia GTC, in einen Zwischenfall verwickelt. Anthony Beltoise saß am Steuer, als es in der Passage vor den Esses zur Kollision mit dem Audi R18 von Allan McNish kam. Während der Audi vollkommen zerstört wurde, konnte Beltoise das Rennen fortsetzen.

## Statistik

### Le-Mans-Ergebnisse
| Jahr | Team          | Fahrzeug               | Teamkollege    | Teamkollege      | Platzierung | Ausfallgrund |
| ---- | ------------- | ---------------------- | -------------- | ---------------- | ----------- | ------------ |
| 2011 | Luxury Racing | Ferrari 458 Italia GTC | Pierre Thiriet | Anthony Beltoise | Ausfall     | Unfall       |

### Sebring-Ergebnisse
| Jahr | Team          | Fahrzeug           | Teamkollege  | Teamkollege        | Platzierung | Ausfallgrund |
| ---- | ------------- | ------------------ | ------------ | ------------------ | ----------- | ------------ |
| 2012 | Luxury Racing | Ferrari 458 Italia | Pierre Ehret | Dominik Farnbacher | Ausfall     | Defekt       |